# La Sommette
La Sommette é uma comuna francesa na região administrativa de Borgonha-Franco-Condado, no departamento de Doubs. Estende-se por uma área de 7,37 km². Em 2010 a comuna tinha 246 habitantes (densidade: 33,4 hab./km²).